# 舒布塔 (密西西比州)
舒布塔（英語：Shubuta）是位於美國密西西比州克拉克縣的城鎮。

## 人口
根據2020年美國人口普查的數據，舒布塔的面積為6.25平方千米，皆為陸地。當地共有人口406人，而人口密度為每平方千米65人。